# Río Daule
Río Daule är en flod  i Ecuador. Den är belägen i den sydvästra delen av landet, 260 km sydväst om huvudstaden Quito och floden flyter slutligen samman med Rio Guayas.